# Michał Sturdza
Michał Sturdza (rum. Mihail Sturdza; ur. 1794 w Jassach, zm. 1884 w Paryżu) – hospodar Mołdawii w latach 1834–1849.

## Biografia
Został wybrany na hospodara po zakończeniu okupacji rosyjskiej po wojnie rosyjsko-tureckiej 1828–1829 trwającej od podpisania układu pokojowego do momentu zapłaty przez Imperium Osmańskie kontrybucji wojennej. W okresie tej okupacji Mołdawią zarządzał rosyjski generał Kisielew, który wprowadził pewną modernizację instytucji państwowych (m.in. narzucając "regulamin organiczny", stanowiący namiastkę konstytucji). Sturdza kontynuował tę drogę, dbając o usprawnienie zarówno aparatu państwowego, jak i infrastruktury (komunikacja, szkolnictwo, szpitale); zniósł także niewolnictwo Romów w majątkach państwowych i kościelnych. Doprowadził też do faktycznego przejęcia kontroli przez państwo nad częścią dóbr kościelnych, co było powodem sporu z metropolitą mołdawskim Beniaminem. Jednocześnie hospodar znany był ze swojej chciwości, a także nieliczenia się z opozycją (np. usuwając ze Zgromadzenia niewygodnych dla siebie członków, stosując ostrą cenzurę, przywódców opozycji osadzając w aresztach domowych). W 1842 Michał Sturdza był kandydatem do tronu wołoskiego wysuniętym przez zwolenników unii personalnej Mołdawii i Wołoszczyzny, ostatecznie hospodarem wołoskim wybrano jednak Jerzego Bibescu.
Korupcja, despotyczne metody działania oraz uleganie mocarstwom powodowały gwałtowne ataki na swoją pozycję, jednak utrzymywał się na tronie przez długi czas dzięki poparciu obu mocarstw sprawujących kontrolę nad Mołdawią: Rosji i Turcji. Brak możliwości legalnej działalności skłaniało opozycjonistów do zawiązywania tajnych spisków: władze kolejno rozbijały Sprzysiężenie Konfederacyjne w 1839, na którego czele stał Leonte Radu (pozostający pod wpływem polskiej emigracji), spisek żołnierski Bazylego Popovici w tym samym roku, Towarzystwo Patriotyczne w 1846. Jednocześnie Towarzystwo Demokratyczne Polskie próbowało wciągnąć Mołdawię do planowanego wielkiego powstania w 1846, jednak bezskutecznie. Nadciągała jednak Wiosna Ludów.
W 1847 opozycja wywołała zamieszki podczas wyborów do Zgromadzenia. Jednocześnie Mołdawię nawiedziła susza oraz zaraza bydlęca. Rosnące w całej Europie napięcie ujawniło się także wśród rumuńskiej emigracji, która na początku 1848 podjęła decyzję o rozpoczęciu rewolucji w obu księstwach jednocześnie. Sturdza, choć zdawał sobie sprawę z niebezpieczeństwa, z uwagi na zastrzeżenia cara Mikołaja I nie poczynił żadnych ustępstw, podjął natomiast pewne kroki zabezpieczające przed ewentualnym wybuchem rewolucji. Mimo to doszło do licznych manifestacji, spośród których najliczniejsze odbyło się 8 kwietnia w Jassach. Przedstawiono wówczas hospodarowi petycję zawierającą żądania m.in. ustanowienia praw obywatelskich, poprawy położenia chłopów, nowych wyborów do zgromadzenia oraz powołania gwardii narodowej. Hospodar przyjął żądania z wyjątkiem tych, które dotyczyły wyborów i gwardii narodowej, jednak była to jedynie gra na czas – dwa dni później przeprowadził aresztowania i rewolucja została stłumiona. Działali jeszcze co prawda niektórzy działacze (zwłaszcza emigracyjni), którzy próbowali prowadzić agitację w kraju, jednak już w czerwcu 1848 do Mołdawii wkroczyły wojska rosyjskie.
W 1849, po ostatecznym zduszeniu Wiosny Ludów Sturdza został zdetronizowany wskutek nowej konwencji rosyjsko-tureckiej. Jednym z jej postanowień było wspólne powoływanie przez oba mocarstwa hospodarów mołdawskiego i wołoskiego na siedmioletnie kadencje.
W 1859 Michał Sturdza ponownie był kandydatem do tronu mołdawskiego, popieranym przez część konserwatystów, przeciwnych zjednoczeniu księstw naddunajskich. Jednym z jego kontrkandydatów był jego syn Grzegorz, z którym Michał zwalczał się zaciekle. Ostatecznie poniósł porażkę w wyborach.